# Jorge Silvela
Jorge Silvela y Loring (Madrid, 1881-Madrid, agosto de 1936) fue un político y abogado español.

## Biografía
Nacido en 1881 en Madrid, era hijo de Francisco Silvela.
Abogado, fue elegido diputado a Cortes por el distrito de Piedrahíta (provincia de Ávila) en las elecciones de 1905, 1907, 1910, 1914, 1916, 1918, 1919, 1920 y 1923, heredando así el escaño por Piedrahíta que su padre había ocupado entre 1876 y 1903.
II marqués de Silvela, contrajo matrimonio en 1909 con María del Carmen Montero de Espinosa y Mendoza. De forma interina, se hizo cargo del ministerio de Instrucción Pública y Bellas Artes entre el 16 de agosto y el 7 de octubre de 1915 en ausencia del titular, Saturnino Esteban Miguel y Collantes, durante un gobierno Dato. Durante la guerra civil fue sacado brutalmente, junto a su hermano, de su vivienda en Madrid el 19 de agosto de 1936. El mismo día fue ejecutado sin juicio previo por milicianos del bando republicano, apareciendo el cadáver al día siguiente en Moncloa. Su mujer, que había fundado escuelas gratuitas regentadas por las hermanas de la Caridad, fue igualmente ejecutada poco tiempo después.